# 陽猛
陽猛（6世纪？—578年），北魏末年、西魏軍事人物，上洛郡邑陽县（今陕西省洛南县东北）人，上庸郡太守陽斌的儿子。
北魏正光年間，万俟醜奴在关右作乱，朝廷任命他为襄威将軍、大谷鎮将，兼胡城县令，防御万俟醜奴。永安二年（529年），元颢入洛陽，魏孝庄帝到河内避難，范陽王元诲投靠陽猛，陽猛将其保護。魏孝庄帝回到洛陽後，他又保护广陵王元恭。魏孝武帝即位，授征虏将军，代行河北郡太守。转任安西将軍、華山郡太守。
孝武帝入关中，陽猛率部下镇守潼关，封郃阳县伯，邑七百户。潼关失陷后，陽猛再善渚谷立柵，收集兵马。被任命为征東将軍、揚州刺史、大都督、武衛将軍，镇守善渚。大統三年（537年），被東魏竇泰攻打，陽猛脱身得免。于是率领千人，镇守牛尾堡。宇文泰擒获竇泰，陽猛别获東魏弘农郡太守淳于業。後来他病故。追贈華洛揚三州刺史。其子陽雄。